# Australian Championships 1955
Turniej tenisowy Australian Championships, dziś znany jako wielkoszlemowy Australian Open, rozegrano w 1955 roku w Adelaide w dniach 21 − 31 stycznia.

## Zwycięzcy

### Gra pojedyncza mężczyzn
- Ken Rosewall (AUS) – Lew Hoad (AUS) 9:7, 6:4, 6:4

### Gra pojedyncza kobiet
- Beryl Penrose (AUS) – Thelma Coyne Long (AUS) 6:4, 6:3

### Gra podwójna mężczyzn
- Vic Seixas (USA)/Tony Trabert (USA) – Lew Hoad (AUS)/Ken Rosewall (AUS) 6:3, 6:2, 2:6, 3:6, 6:1

### Gra podwójna kobiet
- Mary Bevis Hawton (AUS)/Beryl Penrose (AUS) – Nell Hall Hopman (AUS)/Gwen Thiele (AUS) 7:5, 6:1

### Gra mieszana
- Thelma Coyne Long (AUS)/George Worthington (AUS) – Jenny Staley (AUS)/Lew Hoad (AUS) 6:2, 6:1